# Une vie volée
Pour la telenovela brésilienne, voir A Vida da Gente
Pour plus de détails, voir Fiche technique et Distribution.
Une vie volée ou Jeune fille interrompue au Québec (Girl, Interrupted) est un film américain réalisé par James Mangold et sorti en 1999. Les rôles principaux sont tenus par Winona Ryder et Angelina Jolie. Le film est adapté de l'autobiographie du même nom de Susanna Kaysen, racontant son séjour de 18 mois dans un institut psychiatrique.
Le film ne connait qu'une sortie limitée dans les salles américaines et reçoit des critiques partagées. La presse salue cependant les performances de Winona Ryder et Angelina Jolie. La seconde obtient l'Oscar de la meilleure actrice dans un second rôle, le Golden Globe de la meilleure actrice dans un second rôle et le Screen Actors Guild Award de la meilleure actrice dans un second rôle.

## Synopsis
En avril 1967, Susanna Kaysen, âgée de 18 ans, entre à l'institut psychiatrique Claymoore sur la recommandation de son psychiatre après avoir fait une surdose d'aspirine. Étant donné qu'elle est majeure, on lui force la main afin qu'elle signe pour une hospitalisation volontaire. On lui diagnostique un trouble de la personnalité borderline.
Susanna se lie d'amitié avec d'autres jeunes femmes troublées, dont une certaine Lisa au fort caractère, qui lui suggère de ne pas prendre sa médication. Susanna résiste ainsi à sa thérapie. Un de ses amis vient la chercher et lui propose de s'enfuir avec lui au Canada, lui-même est conscrit pour la guerre du Viêt Nam et souhaite déserter, mais elle refuse.
Après un certain temps, Susanna et Lisa s'enfuient de l'institut, convaincues de trouver un emploi au Walt Disney World Resort. Elles passent la nuit chez Daisy, une autre patiente ayant récemment obtenu son congé d'hôpital, qui se suicide le matin suivant après s'être fortement disputée avec Lisa. Au cours de cette dispute, Lisa lui a dit que son père a des désirs incestueux à son égard, ce qui l'a fortement troublée. Lisa s'enfuit alors que Susanna reste sur les lieux après avoir contacté les autorités puis retourne à l'hôpital psychiatrique. Dans les semaines suivantes, elle commence à coopérer avec son thérapeute et son traitement se met à fonctionner. On prévoit de la laisser sortir dans un futur proche.
Cependant, Lisa revient à l'hôpital après une surdose et découvre que Susanna s'apprête à en sortir. Elle organise alors une revanche contre elle. La dernière nuit avant qu'elle parte, elle vole son journal intime et fait une lecture à voix haute aux autres filles de leur groupe d'amies. Susanna se réveille et les prend sur le fait. Une dispute s'ensuit au cours de laquelle Lisa explique que le monde est rempli de mèches qui ne demandent qu'à être allumées et que la dispute avec Daisy fut l'une d'entre elles. Susanna finit par dire à Lisa qu'elle est « déjà morte », c'est-à-dire froide dans son cœur. Cette dernière en est si troublée qu'elle s'effondre.
Susanna reçoit son congé d'hôpital le lendemain. Le film dit que la plupart de ses amies sortiront également au cours de la décennie suivante.

## Fiche technique
- Titre français : Une vie volée
- Titre québécois : Jeune fille interrompue
- Titre original : Girl, Interrupted
- Réalisation : James Mangold
- Scénario : James Mangold, Lisa Loomer et Anna Hamilton Phelan, d'après le livre autobiographique de Susanna Kaysen
- Directeur de la photographie : Jack N. Green
- Décors : Richard Hoover
- Montage : Kevin Tent
- Musique : Mychael Danna
- Production : Cathy Konrad, Douglas Wick, Winona Ryder et Georgia Kacandes
- Société de production : Columbia Pictures et Red Wagon Entertainment
- Pays de production :  États-Unis
- Budget : 40 millions de dollars
- Genre : drame
- Durée : 127 minutes
- Dates de sortie :
  - États-Unis : 14 janvier 2000
  - France : 29 mars 2000

## Distribution
- Winona Ryder (VF : Claire Guyot) : Susanna Kaysen
- Angelina Jolie (VF : Annie Milon) : Lisa Rowe
- Clea DuVall (VF : Véronique Alycia) : Georgina Tuskin
- Brittany Murphy : Daisy Randone
- Elisabeth Moss (VF : Sarah Marot) : Polly Clark
- Whoopi Goldberg (VF : Maïk Darah) : Valérie Owens
- Jeffrey Tambor : Dr Melvin Potts
- Vanessa Redgrave : Dr Sonia Wick
- Angela Bettis : Janet Webber
- Jillian Armenante : Cynthia
- Jared Leto : Tobias « Toby » Jacobs
- Joanna Kerns : Annette, la mère de Susanna
- Travis Fine (en) : John, l'infirmier
- Bruce Altman : le professeur Gilcrest
- Mary Kay Place : Mme. Gilcrest
- Ray Baker : M. Kaysen
- KaDee Strickland : Bonnie Gilcrest
- Kurtwood Smith : Dr. Crumble
- Misha Collins : Tony

## Production

### Genèse et développement
Producteur de Columbia Pictures, Douglas Wick est à l'initiative de l'achat des droits du livre de Susanna Kaysen. Il est ensuite rejoint par Winona Ryder. Cette dernière s'était reconnue dans l'histoire contée dans le récit, ayant séjourné quelques jours dans un hôpital psychiatrique après sa rupture avec Johnny Depp en 1993,.
Winona Ryder s'est elle-même rapprochée de James Mangold pour réaliser le film après avoir vu Heavy[réf. nécessaire].

### Tournage
Une grande partie du film a été tournée à l'hôpital d'État de Harrisburg. L'hôpital était encore utilisé pour le traitement des malades mentaux, jusqu'à sa fermeture en 2006.

### Montage
Dans les commentaires du DVD, James Mangold affirme que le montage original durait trois heures. Bien qu'aucune version de ce montage n'ait été publié, le DVD contient 15 minutes de scènes supprimées du montage final.

## Récompenses
(en) Récompenses pour Une vie volée sur l’Internet Movie Database
- Oscars 2000 : meilleure actrice dans un second rôle pour Angelina Jolie
- Golden Globes 2000 : meilleure actrice dans un second rôle pour Angelina Jolie
- Blockbuster Entertainment Awards 2000 : meilleur second rôle féminin (drame) pour Angelina Jolie
- Broadcast Film Critics Association Awards 2000 : meilleur second rôle féminin pour Angelina Jolie
- Screen Actors Guild Awards 2000 : meilleur second rôle féminin pour Angelina Jolie
- ShoWest Awards 2000 : meilleur second rôle féminin pour Angelina Jolie